# Liothyrella antarctica
Liothyrella antarctica är en armfotingsart som först beskrevs av Blochmann 1906.  Liothyrella antarctica ingår i släktet Liothyrella och familjen Terebratulidae. Inga underarter finns listade i Catalogue of Life.